# 3299 Hall
3299 Hall је астероид главног астероидног појаса чија средња удаљеност од Сунца износи 2,280 астрономских јединица (АЈ).
Апсолутна магнитуда астероида је 14,2.